# Cynisca ivoirensis
Espèce
Cynisca ivoirensis est une espèce d'amphisbènes de la famille des Amphisbaenidae.

## Répartition
Cette espèce est endémique de Côte d'Ivoire. Elle se rencontre vers Gaboua.

## Étymologie
Son nom d'espèce, composé de ivoir[e] et du suffixe latin -ensis, « qui vit dans, qui habite », lui a été donné en référence au lieu de sa découverte, la Côte d'Ivoire.

## Publication originale
- Trape & Mané, 2014 : Une nouvelle espèce du genre Cynisca Gray, 1844 (Squamata, Amphisbaenidae) de la République de Côte d'Ivoire = A new species of the genus Cynisca Gray, 1844 (Squamata, Amphisbaenidae) from Ivory Coast. Bulletin de la Societe Herpetologique de France, vol. 152, no , p. 37-44.